# エイジア・キャレラ
エイジア・キャレラ（Asia Carrera、1973年8月6日 - ）は、アメリカ合衆国ニューヨーク州出身の元ポルノ女優。父親が日本人（大学教授）で母親がドイツ人のハーフ。
IQが156であり、メンサの会員としても知られる。

## 経歴
1992年にポルノ業界にデビューし、2007年に引退した。
敦賀短期大学で、英会話の講師をしていたことがある。

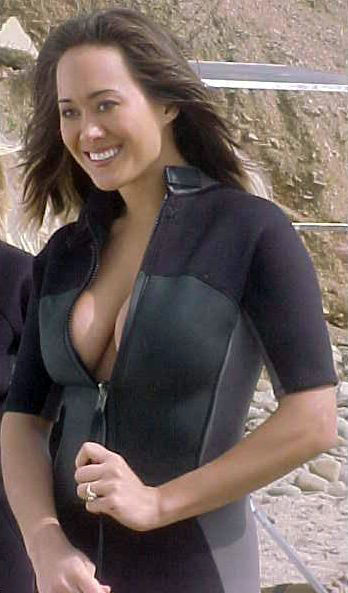
エイジア・キャレラ

## 学歴
- ニュージャージー州立ラトガース大学中退
- ディクシー州立大学（英語版）卒業
- テキサスA&M大学修士課程在学中(2020年～)

## 受賞歴
- 2001年 - AVN殿堂顕彰[5]
- 2007年 - XRCO殿堂顕彰 – XRCO Members' Choice[6][7]

| 年   | 賞          | 部門                              | 候補                        | 結果       | 出典  |
| ---- | ----------- | --------------------------------- | --------------------------- | ---------- | ----- |
| 1995 | AVNアワード | AVN Female Performer of the Year  | N/A                         | 受賞       | [ 8 ] |
| 2000 | AVNアワード | AVN Best Couples Sex Scene – Film | Search for the Snow Leopard | 受賞       | [ 8 ] |
| 2000 | AVNアワード | Best Actress – Film               | N/A                         | ノミネート | [ 9 ] |